# Flavius Italicus
Flavius Italicus (sein Praenomen ist nicht bekannt) war ein im 2. Jahrhundert n. Chr. lebender römischer Politiker.
Durch Militärdiplome ist belegt, dass Italicus Statthalter der Provinz Dacia Porolissensis war; er übte dieses Amt von 130/131 bis mindestens 135 aus.